# دیان وبر
دیان وبر (انگلیسی: Diane Webber؛ ۲۹ ژوئیهٔ ۱۹۳۲ – ۱۹ اوت ۲۰۰۸) یک هنرپیشه، و مانکن (فرد) اهل ایالات متحده آمریکا بود.